# Фомина, Александра Никифоровна
Александра Никифоровна Фомина (ноябрь 1894; Санкт-Петербург, Российская империя — 31 октября 1972; неизвестно) — советская актриса театра и кино. Наиболее известная ролями бабушек в советских фильмах.

## Биография
Родилась в ноябре 1894 года в Санкт-Петербурге, в семье отца, который являлся помощником мастера переводного депо на железной дороге и матери домохозяйки, которая воспитывала дочь и сына.
Фомина ходила учиться в частную женскую гимназию, работала конторщицей статистического отдела главного телеграфа. В 1919 году Фомина поступила на филологический факультет Петроградского университета и параллельно подрабатывала конторщицей в центропродкоме. С 1921 года по 1922 год служила научной сотрудницей в Петроградском институте живого слова. Позже училась в студии Государственного экспериментального театра при институте, окончив учёбу одновременно с университетом в 1924 году. После окончания учёбы, Фомина пошла в преподаватели в 6-ю национальную трудовую школу. В 1925 году поступила в студию молодых актёров при Большом драматическом театре. В 1927 году после того, как окончила студию молодых актёров, была принята в труппу театра, где прослужила более 40 лет.
Во времена Великой Отечественной войны в 1941 году работала методистом и руководителем художественной самодеятельности союза Швейник. Служила в театре драмы при Комитете по делам искусств при СНК СССР. Служила в Доме Военно-Морского флота. Работала в Ленинградской государственной эстраде.
Много играла в театральных сценах. В кино начала сниматься с 1939 года, пока не завершила съёмки по кинематографической деятельности в 1967 году. В театре БДТ начала служить с 1927 года по 1970-е годы, играла также в Мурманском драматическом театре.
Ушла из жизни 31 октября 1972 года. Город и место захоронения не известно.

## Творчество

### Фильмография
- 1939 — Член правительства — мать Александры Соколовой
- 1944 — Жила-была девочка — Настасья Ивановна
- 1953 — Враги (фильм-спектакль) — Аграфена, экономка
- 1956 — Дорога правды — Афанасьева
- 1957 — Тамбу-Ламбу (короткометражный) — бабушка отдавшая утиль
- 1958 — Ничему плохому не учили (короткометражный) — бабушка
- 1958 — Шофёр поневоле
- 1958 — В твоих руках жизнь — старушка
- 1959 — Достигаев и другие (экранная версия)
- 1959 — Не имей 100 рублей… — старушка, которая принесла письмо
- 1959 — Тёмные люди (короткометражный)
- 1960 — И снова утро — мать Федосеева
- 1962 — Как воспитать эгоиста (короткометражный)
- 1962 — Мальчик с коньками (короткометражный)
- 1963 — Очарованный странник (фильм-спектакль) — Татьяна Яковлевна, нянюшка
- 1964 — Пока фронт в обороне — хозяйка избы
- 1967 — Чудаки (фильм-спектакль) — Таисья, мать Васи

### БДТ
- «Достигает и другие» М. Горький
- Аграфена «Враги» М. Горький
- Василиса «Обрыв» А. Н. Гончаров (постановка Н. С. Рашевской)
- Жена дяди Тайтуса «Ученик дьявола» Б. Шоу (режиссёр М. В. Сулимов)
- Тётя Мотя «Когда цветёт акация» Н. Винников (постановка Г. А. Товстоногова, режиссёр И. П. Владимиров)
- Графиня-бабушка (Хрюмина) «Горе от ума» А. С. Грибоедов (постановка Г. А. Товстоногова, режиссёр Р. С. Агамирзян)
- Лифтёрша «Ещё раз про любовь» Э. С. Радзинский (режиссёр Ю. Е. Аксёнов, руководитель постановки Г. А. Товстоногов)
- Старушка в очках «Сколько лет, сколько зим!» В.Ф,. Панова (постановка Г. А. Товстоногова, режиссёр Р. А. Сирота)

## Звания и награды
- Медаль «За оборону Ленинграда»[4] (03.06.1943; № 92 п. 30)